# Se (kana)

Se w hiraganie

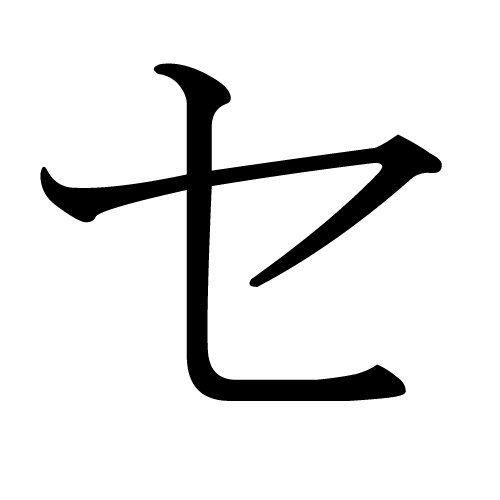
Se w katakanie

Ze w hiraganie

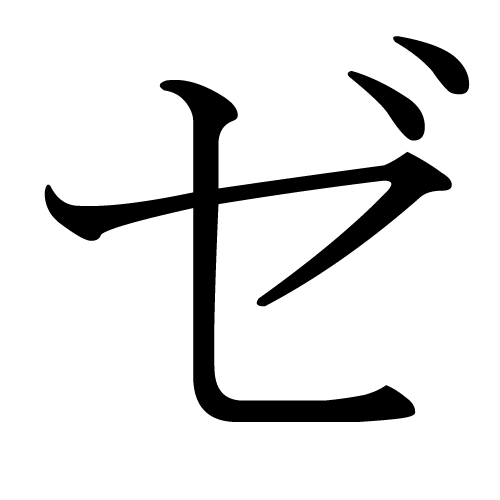
Ze w katakanie

Se – czternasty znak japońskich sylabariuszy hiragana (せ) i katakana (セ). Reprezentuje on sylabę se. Pochodzi bezpośrednio od znaku kanji 世 (obydwie wersje). Po dodaniu dakuten w obydwu wersjach znaku (ぜ i ゼ) reprezentuje on sylabę ze.